# Matt Stainbrook
Matthew Harrison Stainbrook (Dayton, Ohio, 5 de marzo de 1992) es un jugador de baloncesto estadounidense que actualmente juega en los Astros de Jalisco de la Liga Nacional de Baloncesto Profesional de México.

## Trayectoria
Jugador interior formado en los Xavier Musketeers, tras ser uno de los interiores más destacados de toda la NCAA ya es un jugador zurdo que se caracteriza por su corpulencia física y sus buenos movimientos debajo del aro y su inteligencia en el juego.
La temporada 2015-16, vivió su primera experiencia profesional en los Craislheim Merlins de la BBL, la máxima competición alemana, tras promediar el pasado curso 8  puntos y 5 rebotes en 17 minutos de juego. 
En 2016, firma por el Club Baloncesto Breogán de LEB Oro. Con el conjunto lucense, logró el ascenso a la Liga Endesa en la temporada 2017-18.
La temporada 2019-20, se compromete con el B The Travel Brand Mallorca de la Liga LEB Oro, pero tan sólo pudo disputar ocho partidos por una lesión.
En la temporada 2020-21, firma por el TAU Castelló de la Liga LEB Oro.
En la temporada 2021-22, firma por el Palencia Baloncesto de la Liga LEB Oro.
El 15 de marzo de 2022, firma por los Astros de Jalisco de la Liga Nacional de Baloncesto Profesional de México.